# Iphiaulax impostor

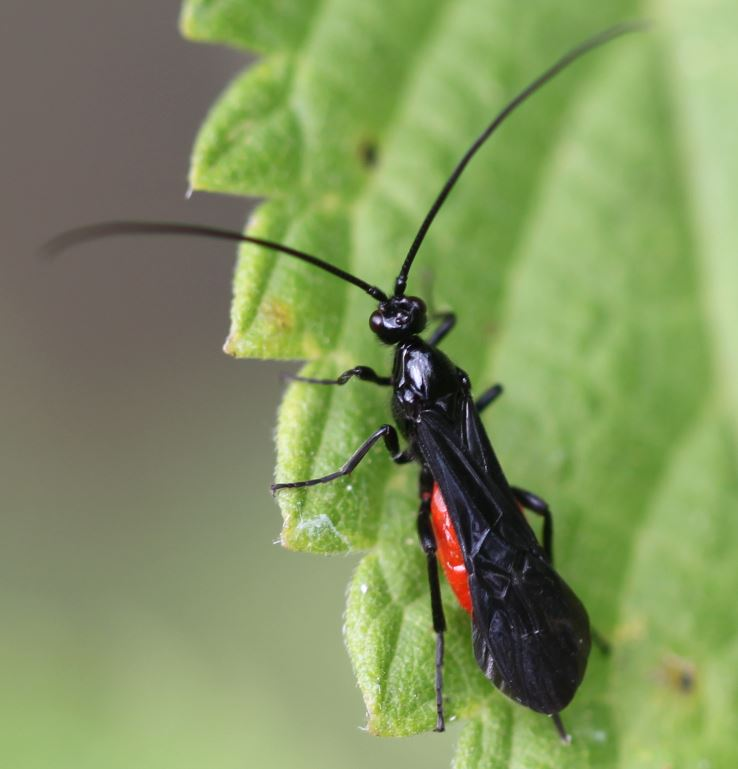
cf. Iphiaulax impostor, Weibchen

Iphiaulax impostor ist eine parasitisch lebende Hautflüglerart aus der Unterfamilie Braconinae innerhalb der Familie der Brackwespen (Braconidae).

## Merkmale
Die Brackwespen erreichen eine Körperlänge von etwa 8–9 mm. Kopf, Thorax und Fühler sind schwarz. Die Beine sind ebenfalls schwarz, wobei die hinteren Coxae einen roten Fleck besitzen. Der Hinterleib ist rot. Die Flügel sind dunkel gefärbt. Die Weibchen besitzen einen mittellangen kräftigen Legestachel.

## Verbreitung
Die Brackwespenart kommt in der Paläarktis vor. In Europa ist sie weit verbreitet. Sie fehlt jedoch auf den Britischen Inseln. Im Süden reicht ihr Verbreitungsgebiet bis nach Nordafrika, im Osten bis in den Fernen Osten. 

## Lebensweise
Die Larven von Iphiaulax impostor entwickeln sich im Inneren ihres weiterlebenden und weiterwachsenden Wirts (koinobionter Endoparasitoid). Als Wirte nutzt die Brackwespenart holzbohrende Käferlarven aus der Familie der Bockkäfer und Prachtkäfer sowie Raupen aus der Familie der Holzbohrer (Cossidae). Die Brackwespen spüren die Larven, die sich unter der Rinde von Bäumen entwickeln, auf. Sie legen mit Hilfe ihres Legestachels ein Ei in der Larve ab. Die geschlüpfte Brackwespenlarve entwickelt sich innerhalb der Wirtslarve und verlässt im letzten Larvenstadium den Wirt, um sich außerhalb zu verpuppen.
Zu den Wirten zählen u. a. folgende Arten:
- Bockkäfer (Cerambycidae):
  - Zimmermannsbock (Acanthocinus aedilis)
  - Keulenfüßiger Scheckenbock (Acanthoderes clavipes)
  - Variabler Widderbock (Chlorophorus varius damascenus)
  - Braungrauer Splintbock (Leiopus nebulosus)
  - Bäckerbock (Monochamus galloprovincialis)
  - Einfarbiger Langhornbock (Monochamus sutor sutor)
  - Gelbbindiger Zangenbock (Rhagium bifasciatum)
  - Eichen-Zangenbock (Rhagium sycophanta)
  - Kleiner Pappelbock (Saperda populnea)
- Prachtkäfer (Buprestidae):  
  - Weißhaariger Eckschild-Prachtkäfer (Anthaxia morio)
- Schmetterlinge (Lepidoptera) aus der Familie der Holzbohrer (Cossidae):
  - Xyleutes persona
  - Zeuzera sp.

## Taxonomie
In der Literatur finden sich folgende Synonyme:
- Ichneumon impostor Scopoli, 1763